# Como num Filme sem um Fim
Como num filme sem um fim é o segundo álbum de estúdio da banda gaúcha de rock, Pública, lançado no segundo semestre de 2008. A faixa Casa Abandonada levou a banda a ganhar o prêmio de Melhor Videoclipe de Rock Alternativo no VMB 2009, da MTV Brasil e a concorrer a clipe do ano na mesma premiação.
O álbum foi gravado na Casa do Sítio, em Três Coroas, entre 11 a 23 de abril de 2008. Durante a gravação do disco foi realizada a captação em vídeo de todo o processo. Desse material nasceu o filme Casa da Esquina 23, que conta faixa a faixa como o disco foi feito. O documentário teve a produção da Baixada Nacional Filmes.

## Faixas
| N.º            | Título                      | Compositor(es)                                    | Duração |  |
| 1.             | "Quarto das armas"          | Pedro Metz                                        | 4:03    |  |
| 2.             | "1996"                      | Pedro Metz                                        | 3:26    |  |
| 3.             | "Canção de exílio"          | João Amaro                                        | 4:46    |  |
| 4.             | "Casa abandonada"           | Pedro Metz                                        | 3:23    |  |
| 5.             | "Vozes"                     | Pedro Metz                                        | 2:28    |  |
| 6.             | "Sessão da tarde"           | Pedro Metz                                        | 3:26    |  |
| 7.             | "Há dez anos ou mais"       | Pedro Metz                                        | 3:12    |  |
| 8.             | "Como num filme sem um fim" | Pedro Metz                                        | 3:57    |  |
| 9.             | "Último andar"              | Pedro Metz                                        | 4:24    |  |
| 10.            | "Justiceiro"                | Pedro Metz, Guri Assis Brasil e Guilherme Almeida | 4:12    |  |
| 11.            | "Luzes"                     | Pedro Metz                                        | 6:45    |  |
| Duração total: | Duração total:              | Duração total:                                    | 44:02   |  |

## Créditos
- Produzido por Pública e Marcelo Fruet
- Gravado na Casa do Sítio, em Três Coroas
- Pianos gravados no Estúdio IAPI, exceto na faixa Como num filme sem um fim gravado no Teatro Renascença.
- Gravações adicionais no Estúdio 12 e IAPI
- Técnico de Gravação: Marcelo Fruet (Estúdio 12) e Viça (Estúdio IAPI)
- Assistente de Gravação: Otávio Lokschin
- Mixado por Marcelo Fruet e Pública
- Finalizado no Estúdio Soma por Marcelo Fruet e Tiago Becker
- Masterização: Dave Locke
- Arranjos: Pública, exceto Há dez anos ou mais, por Pública e Marcelo Fruet
- Arranjos de sopro em Casa abandonada por Pública e Rodrigo Siervo e em Sessão da tarde por Rodrigo Siervo
- Vinheta de Quarto das armas produzida por Pública e Otávio Lokschin
- Capa e Encarte: Leo Lage
- Fotografias: Daniel Lacet
- Produção Artística e Executiva: Leandro "Lelê" Bortholacci

## A Banda
- Pedro Metz: Voz, guitarra rítmica e violão
- "Guri" Assis Brasil: Guitarra líder, slide  e vocais
- João Amaro: Pianos, wurlitzer, rhodes, clavinete e vocais
- Cachaça: Bateria
- Guilherme Almeida: Baixo

### Participações Especiais
- Malásia: Percussão em Casa abandonada e Sessão da tarde
- Gabriel Guedes: Guitarra micro sinthetizer em Canção de exílio
- André Silveira: Vozes e palmas em Quarto das armas
- Rodrigo Siervo: Sax tenor em Casa abandonada e Sessão da tarde
- Boquinha: Trombone em Casa abandonada e Sessão da tarde
- Robertinho: Trompete em Casa abandonada e Sessão da tarde
- Nelson da Tuba: Tuba em Sessão da tarde
- Flávio Depaoli: Cello em 1996 e Como num filme sem um fim
- Karlo Kulpa: Violino em ''Como num filme sem um fim
- Vinícius de Moraes Nogueira: Violino em ''Como num filme sem um fim
- Marcelo Fruet: Backing vocals e shakers

## Prêmios e indicações

### MTV Video Music Brasil
| Ano  | Categoria         | Indicação       | Resultado |
| ---- | ----------------- | --------------- | --------- |
| 2009 | Videoclipe do Ano | Casa Abandonada | Indicado  |

### Prêmio Açorianos
| Ano  | Categoria         | Indicação                 | Resultado |
| ---- | ----------------- | ------------------------- | --------- |
| 2008 | Disco do Ano      | Como num Filme sem um Fim | Venceu    |
| 2008 | Disco de Pop/Rock | Como num Filme sem um Fim | Venceu    |